# Prix Claude-Shannon
Le Prix Claude-Shannon est décerné par l'association pour la théorie de l'information de l'IEEE depuis 1972, pour honorer les contributions importantes à ce domaine.
Chaque lauréat donne une conférence lors du congrès international de l'IEEE sur la théorie de l'information qui suit sa nomination.
C'est pour cette raison que, par exemple, le lauréat 2010 a été connu à partir du 2 juillet 2009.

## Attribution
Jusqu'en 2010, le choix des personnalités éligibles au Prix Claude-Shannon était à la discrétion du comité du prix.
Depuis lors, chacun peut proposer un candidat au président de l'association.
Le comité reste néanmoins responsable du choix final et peut toujours proposer ses propres candidats.

## Lauréats
- 1972  : Claude Shannon
- 1974  : David Slepian
- 1976  : Robert Fano
- 1977  : Peter Elias
- 1978  : Mark Pinsker
- 1979  : Jacob Wolfowitz
- 1981  : William Wesley Peterson
- 1982  : Irving Reed
- 1983  : Robert G. Gallager
- 1985  : Solomon Golomb
- 1986  : William Lucas Root
- 1988  : James Massey
- 1990  : Thomas Cover
- 1991  : Andrew Viterbi
- 1993  : Elwyn Berlekamp
- 1994  : Aaron Wyner
- 1995  : David Forney
- 1996  : Imre Csiszár
- 1997  : Jacob Ziv
- 1998  : Neil Sloane
- 1999  : Tadao Kasami
- 2000  : Thomas Kailath
- 2001  : Jack Keil Wolf
- 2002  : Toby Berger
- 2003  : Lloyd Welch
- 2004  : Robert McEliece
- 2005  : Richard Blahut
- 2006  : Rudolf Ahlswede
- 2007  : Sergio Verdu
- 2008  : Robert M. Gray
- 2009  : Jorma Rissanen
- 2010  : Te Sun Han
- 2011  : Shlomo Shamai
- 2012  : Abbas El Gamal
- 2013  : Katalin Marton
- 2014  : Janos Korner
- 2015  : Robert Calderbank
- 2016  : Alexander Holevo
- 2017  : David Tse
- 2018  : Gottfried Ungerböck
- 2019  : Erdal Arıkan
- 2020  : Charles H. Bennett
- 2021  : Alon Orlitsky[1]
- 2022 :  Raymond Wai-Ho Yeung
- 2023 :  Rüdiger Urbanke
- 2024 :   Andrew R. Barron